# إيدي نيكولاس بويوم
إيدي نيكولاس بويوم لاعب كرة قدم كاميروني، لعب سابقاً في نادي الوطني في دوري الدرجة الأولى السعودي.

## روابط خارجية
- إيدي نيكولاس بويوم على موقع قاعدة بيانات كرة القدم.إي يو (الإنجليزية)
- إيدي نيكولاس بويوم على موقع قاعدة بيانات كرة القدم.إي يو (الإنجليزية)
- إيدي نيكولاس بويوم على موقع Soccerway.com (الإنجليزية)
- إيدي نيكولاس بويوم على موقع عالم كرة القدم.نت (الإنجليزية)